# Primera División de Costa Rica (1940)
Primera División de Costa Rica (1939) – sezon najwyższego szczebla piłkarskiego w Kostaryce, Primera División de Costa Rica.

## Tabela końcowa
| # | Klub           | M  | Z | R | P | B+ | B- | RB  | Pkt |
| - | -------------- | -- | - | - | - | -- | -- | --- | --- |
| 1 | CS Cartaginés  | 10 | 5 | 3 | 2 | 28 | 20 | 8   | 13  |
| 2 | Orión FC       | 10 | 5 | 2 | 3 | 19 | 18 | 1   | 12  |
| 3 | CS Herediano   | 10 | 4 | 3 | 3 | 28 | 20 | 8   | 11  |
| 4 | SG Espańola    | 10 | 5 | 0 | 5 | 20 | 26 | -6  | 10  |
| 5 | CS La Libertad | 10 | 4 | 1 | 5 | 24 | 24 | 0   | 9   |
| 6 | LD Alajuelense | 10 | 2 | 1 | 7 | 18 | 29 | -11 | 5   |

M = rozegrane mecze; Z = zwycięstwa; R = remisy; P = porażki; B= = bramki zdobyte; B- = bramki stracone; RB = różnica bramek; Pkt = punkty